# Hugh Stott Taylor
Sir Hugh Stott Taylor (* 6. Februar 1890 in Lancashire, England; † 17. April 1974 in Princeton, New Jersey) war ein englischer Chemiker, der in erster Linie auf dem Gebiet der Katalyseforschung arbeitete.
In einem historischen Beitrag im Jahr 1928 zur Theorie der heterogenen Katalyse schlug Taylor vor, dass eine chemische Reaktion nicht auf der gesamten festen Oberfläche eines Kontaktes, sondern nur auf bestimmten aktiven Zentren stattfindet. Er entwickelte auch Methoden für die Gewinnung von schwerem Wasser während des Zweiten Weltkriegs.

## Leben und Werk
Taylor wurde in St. Helens, Lancashire, England im Jahr 1890 geboren, als Sohn des Glastechnikers James und von Ellen (geb. Stott) Taylor. Er besuchte das Cowley-Gymnasium in St. Helens und studierte an der Universität Liverpool, wo er mit dem Master of Science im Jahr 1910 abschloss. Taylor arbeitete drei Jahren nach seinem Abschluss an seiner Doktorarbeit in Liverpool, danach verbrachte er ein Jahr am Nobel-Institut in Stockholm im Labor von Svante Arrhenius und an der Technischen Hochschule Hannover bei Max Bodenstein. Er promovierte 1914 an der Universität Liverpool.
Taylor entwickelte die Idee, dass aktive Zentren nur begrenzt auf der Oberfläche eines Katalysators vorhanden sein könnten und man somit die Chemisorption mit relativ wenigen Molekülen hemmen könnte. Er zeigte, dass Wasserstoffatome wichtige Zwischenprodukte der Reaktionen von Wasserstoff auf Metalloberflächen sind und entdeckte die Dehydrocyclisierung von Heptan zu Toluol mittels eines Chromoxid-Katalysators.
Cyclisierung von n-Heptan zu Methylcyclohexan (bzw. 1,2-Dimethylcyclopentan)
Dehydrierung von Methylcyclohexan zu Toluol als Folgereaktion der Cyclisierung
Daneben entwickelte Taylor ein Modell der α-Helix, das sich nur geringfügig von dem von Linus Pauling und Robert Corey (1897–1971) vorgeschlagenen Modell unterscheidet. Taylor berichtete über das Modell in seinem Festvortrag zur Verleihung der Franklin-Medaille 1941 und in einer Veröffentlichung 1942.
Taylor begann seine akademische Karriere in der Universität Princeton im Jahr 1914 als Dozent für Physikalische Chemie und wurde 1915 Assistant Professor. Im Jahr 1922 wurde er zum Professor für Physikalische Chemie ernannt und wurde Institutsdirektor der Abteilung Chemie in Princeton im Jahr 1926, wo er bis 1951 lehrte und forschte. Im Jahr 1927 erhielt er die Taylor David B. Jones Professor für Chemie in Princeton; Taylor war auch Dekan der Graduate School in Princeton von 1948 bis 1958. Während seiner Zeit in Princeton initiierte er den Bau des Frick Chemistry Laboratory. Im Jahr 1932 wurde er als Fellow in die Royal Society gewählt.
Er heiratete Agnes Elkizabeth Sawyer am 12. Juni 1919. Sie hatten zwei Töchter. Taylor wurde sowohl von Papst Pius XII. als auch von Königin Elisabeth II. zum Ritter geschlagen. Der Hugh Stott Taylor Lehrstuhl für Chemie an der Universität Princeton wurde durch eine anonyme Spende in Höhe von 500.000 USD zu Ehren von Taylor's Beiträge zum Princeton finanziert. Taylor war ein bekennender Katholik, der die katholische Seelsorge in Princeton im Jahr 1928 unterstützte, und sprach öffentlich über die Vereinbarkeit von Wissenschaft und Glauben.
1919 veröffentlichte er ein Buch über Katalyse mit Eric Rideal. Die American Philosophical Society zeichnete ihn 1941 mit ihrer Benjamin Franklin Medal aus.

## Mitgliedschaften
1943 wurde Taylor in die American Academy of Arts and Sciences gewählt. Seit 1928 war er gewähltes Mitglied der American Philosophical Society. Die Königliche Akademie von Belgien in Brüssel nahm ihn 1946 als assoziiertes Mitglied auf.

## Schriften
- mit Eric Rideal: Catalysis in theory and practice, Macmillan 1919
- A treatise on physical chemistry, Macmillan 1924